# Terminal Pesquero de Santiago
El Terminal Pesquero Metropolitano, más conocido como Terminal Pesquero de Santiago, es un mercado ubicado en la comuna de Lo Espejo, en el surponiente de la ciudad de Santiago. Es considerado el recinto comercializador de productos del mar más grande de Chile, con un movimiento de 4 000 000 de kilos al mes, lo que equivale al 80% de la producción marítima del país.
Cuenta con un mercado mayorista que se compone de 115 locales comerciales, y un mercado minorista, que recibe cerca de 4000 visitas semanales, compuesto por unos 23 locales.
Fue creado en 1996 gracias a una donación del gobierno japonés, y contaba con una administración de carácter público hasta que fue privatizado en junio de 2004.